# غوستافو بلانكو
غوستافو بلانكو (بالبرتغالية: Gustavo Blanco‏) (3 أكتوبر 1994 في البرازيل - ) هو لاعب كرة قدم برازيلي في مركز الوسط. لعب مع أتلتيكو مينييرو.

## وصلات خارجية
- غوستافو بلانكو على موقع قاعدة بيانات كرة القدم.إي يو (الإنجليزية)
- غوستافو بلانكو على موقع Soccerway.com (الإنجليزية)